# Міністерство оборони Чехії

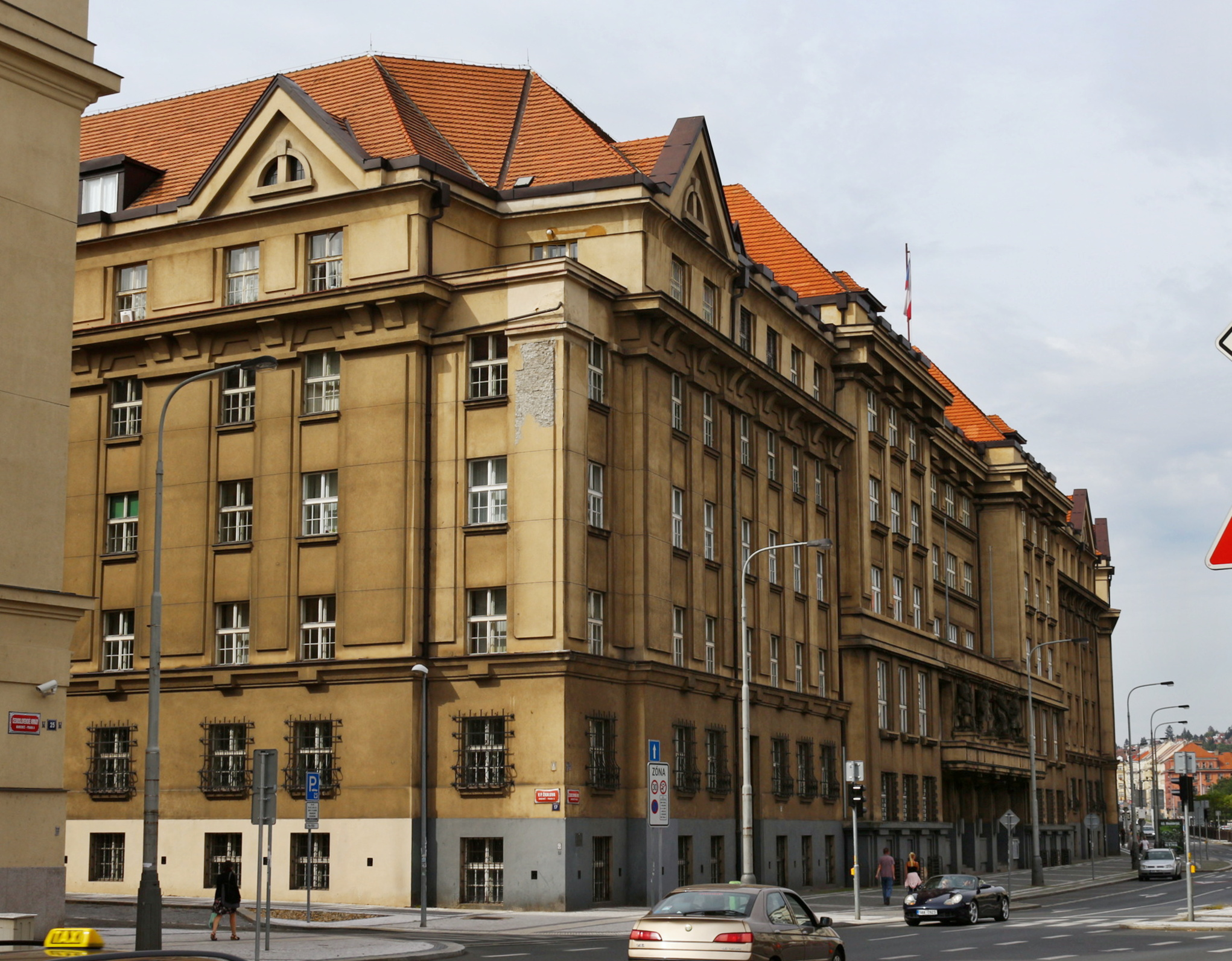
Будівля Міністерства оборони на площі Свободи в Празі

Міністе́рство оборо́ни Че́ської Респу́бліки (чеськ. Ministerstvo obrany České republiky; MO ČR) — центральне відомство Чеської Республіки, відповідальне за планування та проведення оборонної політики. Є прямим спадкоємцем Міністерства оборони Чехословаччини. Чинним міністром оборони є Яна Чернохова (Громадянська демократична партія), яка перебуває на цій посаді з 17 грудня 2021 року.
Міністерство було засновано 8 грудня 1992 року Законом № 548/1992, який вніс зміни до Закону № 2/1969 про заснування міністерств та інших центральних органів державного управління Чеської Республіки. Цей Закон (зі змінами) визначає основні повноваження Міністерства.
Нинішня штаб-квартира Міністерства знаходиться в Празі. Міністерство має власну непублічну мережу; код міста (+420) 973.

## Сфера повноважень
Міністерство оборони є центральним державним органом:
- забезпечення оборони Чехії;
- управління армією Чеської Республіки;
- адміністрування військових округів.

Міністерство оборони:
- бере участь у розробці військової оборонної політики держави;
- розробляє концепцію оперативної підготовки території держави;
- пропонує необхідні заходи для забезпечення оборони держави Уряду Чеської Республіки, Раді оборони Чеської Республіки та Президенту Чеської Республіки;
- координує діяльність з підготовки до оборони у центральних органів влади, органів управління та самоврядування та юридичних осіб, що мають значення для оборони держави;
- керує військовою розвідкою;
- забезпечує недоторканність повітряного простору Чеської Республіки;
- організовує та здійснює заходи щодо мобілізації армії Чеської Республіки, ведення обліку громадян, які підлягають призову, та ведення обліку матеріальних засобів, які будуть надані для потреб армії Чеської Республіки під час військової готовності;
- організовує призов громадян Чехії на військову службу;
- організовує співпрацю з арміями інших держав у рамках європейських структур безпеки;
- здійснює державний нагляд за радіологічним захистом військових об'єктів;
- виконує функції центрального управління водного господарства на території військових округів.

## Структура
Структура Міністерства згідно з даними його офіційного сайту.
- Міністр оборони
- Перший заступник міністра оборони
- Заступник з кадрів
- Заступник з економіки
- Заступник з оборонних закупівель
- Генеральний секретар Міністерства оборони
- Кабінет міністра оборони
- Генеральний штаб
- Військова розвідка[cz]
- Інспекція міністра оборони
- Відділ внутрішнього аудиту
- Відділ безпеки
- Військова поліція[cz]
- Військово-історичний інститут
- Управління нагляду за закупівлями